# 韩晓
韩晓（1982年11月23日—），中国大陆女演员，毕业于北京电影学院。現為北京稻草熊影視旗下藝人。

## 经历
- 1992年-1998年 山西省晋中地区艺术学校 戏曲表演
- 1996年 参加全国"梨园杯"戏曲基本功大赛，获文化部教育司金奖
- 1998年-1999年 北京舞蹈学院 中国民间舞
- 1998年 参加全国JVC青春舞大赛获形象小姐第一名
- 1999年-2001年 北京电影学院 表演系

## 作品

### 电影
- 2000年 《一曲柔情》 饰 小米
  - 2001年 参展香港中国电影展；
  - 2002年 获美国国际妇女电影节故事片大奖；
- 2004年 《我爱天上人间》 饰 徐静

### 电视剧
- 2001年 《警坛风云》 饰 周娜
- 2001年 《梦断天国》 饰 苏红
- 2001年 《凤在江湖》 饰 青峰
- 2002年 《壮志雄心》 饰 阳光
- 2002年 《我爱的玲玲》 饰 玲玲
- 2003年 《重案六组 II》 特别客串 饰 苏小小
- 2003年 《少年康熙》  特别客串 饰 董鄂妃
- 2003年 《绝对计划》  饰 罗丝
- 2003年 《荆轲传奇》  饰 蒙嫣
- 2004年 《长剑相思》  饰 麦小乔
- 2004年 《大清风云》 饰 苏兰
- 2004年 《聊斋奇女子之辛十四娘》 饰 胡媚
- 2005年 《八大豪侠》 饰 狄三娘
- 2005年 《少年包青天Ⅲ之天芒传奇》饰 若水
- 2006年 《碧血剑》 饰 孙仲君
- 2007年 《胭脂雪》 饰 辜守贞
- 2008年 《仙劍奇俠傳三》 饰 火鬼王
- 2009年 《金大班》饰 吴喜奎
- 2010年 《天涯织女》饰 程念湘
- 2012年 《活佛济公3》饰 雪艳
- 2013年 《怒海情仇》饰 孙佳佳